# Cerro Moreno, Chile
Cerro Moreno är ett berg i Chile.   Det ligger i provinsen Provincia de Antofagasta och regionen Región de Antofagasta, i den norra delen av landet, 1 100 km norr om huvudstaden Santiago de Chile. Toppen på Cerro Moreno är 1 116 meter över havet.
Terrängen runt Cerro Moreno är varierad. Havet är nära Cerro Moreno åt nordväst. Cerro Moreno är den högsta punkten i trakten. Trakten är glest befolkad.